# Corona exploratoria
Die Corona exploratoria („Kundschafterkrone“) gehörte zu den Auszeichnungen, die das römische Militär vergab. Laut dem Schriftsteller Sueton entstand sie beim Zug des Kaisers Caligula über den Rhein, als der Kaiser einen Trupp Prätorianer in einen fingierten Angriff schickte. Sie soll mit Sonne, Mond und Sternen verziert gewesen sein. Weitere Verleihungen sind nicht bekannt.